# Pac (catch)
 (juin 2021).
Benjamin Satterly (né le 22 août 1986 à Newcastle upon Tyne) est un catcheur (lutteur professionnel) britannique. Il travaille actuellement à la All Elite Wrestling, sous le nom de PAC.
Il a surtout été connu pour son travail à la World Wrestling Entertainment sous le nom de Neville.
Il commence sa carrière sous le nom de PAC et travaille surtout au Royaume-Uni dans diverses fédérations ainsi qu'à la Nu Wrestling Evolution en Italie, Ring of Honor Pro Wrestling Guerrilla et Chikara aux États-Unis ainsi qu'à la Dragon Gate au Japon.
En 2012, il signe un contrat avec la World Wrestling Entertainment (WWE) et lutte sous le nom d'Adrian Neville à NXT. Il y remporte le championnat par équipes de NXT à deux reprises d'abord avec Oliver Grey puis avec Corey Graves ainsi que le championnat de la NXT. Il rejoint ensuite 205 Live en 2017 et est à deux reprises champion des poids lourd légers de la WWE. Il quitte la WWE fin août 2018.

## Carrière

### Débuts (2004-2007)
Satterly commence sa carrière de catcheur à l'Independant Wrestling Federation, une fédération de Newcastle upon Tyne, le 27 mars 2004 où sous le nom de Pac il perd face à Assassin,. C'est dans cette fédération qu'il remporte son premier titre en devenant le 26 août 2005 champion par équipe avec Harry Pain avant de perdre ce titre le 4 février 2006,. Le 24 février, il remporte son premier titre individuel en devenant Young Lions champion de la 3 Count Wrestling grâce à sa victoire sur Kid Richie. 

### Chikara, Ring of Honor et circuit étranger (2007)
Le 3 mars à la Ring of Honor, il bat Roderick Strong dans un match pour le titre FIP World Heavyweight Championship.

### Pro Wrestling Guerrilla (2007-2010)
Le 20 mai, Pac fait équipe avec Roderick Strong à la Pro Wrestling Guerrilla, au Dynamite Duumvirate pour le tournoi par équipe. Après avoir battu Super Dragon et Davey Richards dans le premier tour, Naruki Doi et Masato Yoshino dans le second round et en finale battent Briscoe Brothers, Pac et Strong remportent le tournoi et deviennent les nouveaux World Tag Team Champions.

### Dragon Gate et New Japan Pro Wrestling (2007-2012)
Le 19 juin, lui et Dragon Kid battent Blood Warriors (Genki Horiguchi et Ryo Saito) et remportent les Open the Twin Gate Championship. Le 17 juillet, ils perdent les titres contre Blood Warriors (CIMA et Ricochet).
Le 19 novembre, il perd l'Open the Brave Gate Championship contre Ricochet.
Lors de Dead Or Alive 2012, lui, Naruki Doi et Masato Yoshino battent Jimmyz (Genki Horiguchi H.A.Gee.Mee!!, Jimmy Kanda et Ryo "Jimmy" Saito) et remportent les Open the Triangle Gate Championship.
Lors de Dragon Gate États-Unis United (3e soirée), lui et Masato Yoshino battent Chuck Taylor et Johnny Gargano et remportent le Open The United Gate Championship.
Parallèlement, il lutte également à la New Japan Pro Wrestling.

### World Wrestling Entertainment (2012-2019)
Benjamin Satterly signe un contrat avec la World Wrestling Entertainment en 2012. Il est envoyé à son club-école, la NXT où il utilise le nom de Adrian Neville.

#### WWE NXT (2013-2015)
Il fait ses débuts le 16 janvier à NXT en battant Kazma Sakamoto.
Lors de NXT du 13 février, il gagne avec Oliver Grey contre The Wyatt Family (Luke Harper et Erick Rowan) en finale d'un tournoi pour remporter les NXT Tag Team Championship et ainsi devenir les premiers détenteurs.
À la suite de la blessure de son partenaire qui est forcé d'abandonner son titre, il choisit Bo Dallas comme partenaire avec qui il continue son règne (officiellement ininterrompu). Lors du NXT du 8 mai, ils perdront les NXT Tag Team Championship contre The Wyatt Family (Luke Harper et Erick Rowan).
Lors de NXT du 17 juillet 2013, il gagne avec Corey Graves contre Luke Harper et Erick Rowan de The Wyatt Family grâce à l'intervention de Sheamus qui en attaquant le leader de la Wyatt Family Bray Wyatt ce qui déconcentre Luke Harper et Erick Rowan et remportent les NXT Tag Team Championship.
Il reprend ensuite une carrière solo. Lors de NXT Arrival, il bat Bo Dallas dans le tout premier Ladder Match de NXT et devient le nouveau NXT Champion.
Lors de NXT Takeover : Evolution, il affronte Sami Zayn pour le NXT Championship (Sami devait quitter le roster de NXT s'il perdait). Sami Zayn remporte finalement le match pour devenir le nouveau NXT Champion.

#### Débuts à Raw (2015-2016)
Adrian Neville fait ses débuts à la WWE le 30 mars 2015 en battant Curtis Axel. On notera que désormais, il se fait appeler seulement Neville. Il participe à son premier PPV lors de Extreme Rules 2015 où il bat Bad News Barrett.
Lors de Payback, il bat King Barrett. Lors de Elimination Chamber, il bat Bo Dallas. À Money in the Bank, il ne réussit pas à décrocher la mallette du Money In The Bank Ladder Match, remporté par Sheamus. Ce combat incluait également Randy Orton, Dolph Ziggler, Sheamus, Roman Reigns, Kane et Kofi Kingston. Lors de SummerSlam, lui et Stephen Amell battent Stardust et King Barrett. Lors de Night of Champions, lors du Pré-Show, il fait équipe avec The Lucha Dragons mais ne parviennent pas à battre The Cosmic Wasteland composé de Stardust et The Ascension.
Lors du Pré-Show de Hell in a Cell, il fait équipe avec Cesaro et Dolph Ziggler et ils réussissent à battre Rusev, King Barrett et Sheamus. Lors de Survivor Series, il participe au Traditional Survivor Series Elimination Tag Team match en faisant équipe avec Goldust, Titus O'Neil et les Dudley Boyz face à Stardust, Bo Dallas, The Miz et The Ascension, qu'ils remportent.
Lors du Royal Rumble, il participe au royal rumble match où il rentre en 16e position mais sans succès en se faisant éliminer par Luke Harper en 13e position.
Par la suite, une double fracture de la jambe le laisse hors des rings pendant plusieurs mois. Il est drafté à RAW le 19 juillet.

#### Double Cruiserweight champion inactivité et départ (2016-2019)
Le 18 décembre, il fait son retour à Roadblock: End of The Line et effectue un Heel Turn en attaquant TJ Perkins et Rich Swann.
Lors du Royal Rumble 2017, il bat Rich Swann et devient Cruiserweight Champion pour la première fois de sa carrière. Lors de Fastlane (2017), il conserve son titre contre Jack Gallagher. Lors de WrestleMania 33, il conserve son titre contre Austin Aries. Lors de Payback (2017) il perd par disqualification contre Austin Aries. Lors de Extreme Rules (2017), il bat Austin Aries dans un submission match et conserve son titre. Lors de Great Balls of Fire (2017), il conserve son titre en battant Akira Tozawa. Le 14 août 2017 à RAW, il perd son titre dans un match simple contre Akira Tozawa. 
Lors de SummerSlam, il bat Akira Tozawa et remporte le WWE Cruiserweight Championship pour la deuxième fois de sa carrière. Lors de No Mercy, il perd son titre contre Enzo Amore. Le 26 septembre à 205 Live, il bat Aryia Daivari. Après le match, il se fait sauvagement attaquer avec une béquille par Enzo Amore et effectue un Face Turn. 
Le 9 octobre, il quitte l'enregistrement de RAW avant son combat face à Enzo Amore. D'après la presse spécialisée, il est frustré d'être dans la catégorie des poids lourd-légers. Il reste cependant sous contrat avec la WWE jusqu'au 24 août 2019. Neville est désormais libre de tout contrat et peut signer dans n’importe quelle Fédération .

### Retour à la  Dragon Gate (2018-2019)
Il fait son retour à la Dragon Gate sous le nom de PAC le 2 octobre 2018, rejoignant le clan R.E.D, puis avec Eita, ils battent Shingo Takagi et BxB Hulk,. Le 3 octobre, lui, Ben-K, Big R Shimizu et Takashi Yoshida battent MaxiMuM (Naruki Doi, Masato Yoshino et Jason Lee) et Shingo Takagi. Lors de Gate of Destiny 2018, il bat Flamita, puis plus tard dans la soirée, il montre son intention d'affronter Masato Yoshino pour le Open the Dream Gate Championship. Le 4 décembre, il bat Masato Yoshino et remporte le Open the Dream Gate Championship pour la première fois de sa carrière. Le 10 février, il conserve le titre contre Kzy. Lors de Kobe Pro-Wrestling Festival 2019, il perd le titre contre Ben-K.

### All Elite Wrestling (2019-...)

#### Débuts et rivalité avec Kenny Omega (2019-2020)
Le 8 janvier 2019, il annonce qu'il a signé un contrat avec la fédération naissante : All Elite Wrestling. Le 31 août à All Out, remplaçant Jon Moxley, absent pour infection à staphylocoque, il bat Kenny Omega. 
Le 2 octobre lors du premier show Dynamite, il bat "Hangman" Adam Page par soumission. Le 9 novembre à Full Gear, il perd le match revanche face à son adversaire.

#### The Death Triangle, champion All-Atlantic de la AEW et champion du monde en trio de la AEW (2020-2023)
Le 4 mars 2020 à Dynamite, il bat Trent. Après le combat, les Lucha Brothers et lui forment officiellement une alliance, et se font appeler The Death Triangle. À cause de la pandémie de Covid-19 aux États-Unis, il est contraint de rester dans son pays natal, au Royaume-Uni, pendant 8 mois.
Le 11 novembre à Dynamite, il effectue son retour et un Face Turn en confrontant Eddie Kingston, après le combat entre les deux frères des Lucha Brothers. La semaine suivante à Dynamite, il bat The Blade. Après le combat, les Lucha Brothers effectuent aussi un Face Turn en empêchant The Butcher de l'attaquer, reformant une alliance avec lui et mettant fin à celle avec Eddie Kingston et ses subordonnés.
Le 30 mai 2021 à Double or Nothing, il ne remporte pas le titre mondial de la AEW, battu par Kenny Omega dans un 3-Way Match, qui inclut également Orange Cassidy.
Le 13 novembre à Full Gear, Cody Rhodes et lui battent Malakai Black et Andrade El Idolo.
Le 6 mars 2022 lors du pré-show à Revolution, Erick Redbeard,  Penta Oscuro et lui perdent face à House of Black (Brody King, Buddy Matthews et Malakai Black) dans un 6-Man Tag Team Match.
Le 29 mai à Double or Nothing, les Lucha Brothers et lui perdent face à House of Black dans un 6-Man Tag Team Match. Pendant le combat, Julia Hart effectue un Heel Turn en lui aspergeant du Black Mist au visage. Le 26 juin à AEW × NJPW: Forbidden Door, il devient le premier champion All-Atlantic de la AEW en battant Miro, Malakai Black et Clark Connors dans un Fatal 4-Way Match.
Le 4 septembre lors du pré-show à All Out, il conserve son titre en battant Kip Sabian . Trois soirs plus tard à Dynamite, les Lucha Brothers et lui deviennent les nouveaux champions du monde Trios de la AEW en battant les Best Friends, remportant les titres pour la première fois de leurs carrières et il devient également double champion. Le 21 septembre à Dynamite: Grand Slam, il conserve son titre en battant Orange Cassidy. Pendant le combat, il effectue un Tweener Turn en frappant son adversaire avec le marteau de la cloche.
Le 12 octobre à Dynamite, il perd face à son même adversaire, ne conservant pas son titre All-Atlantic de la AEW et mettant fin à un règne de 108 jours. Le 19 novembre à Full Gear, les Lucha Brothers et lui conservent leurs titres en battant l'Elite (Kenny Omega et les Young Bucks) dans un 6-Man Tag Team match.
Le 11 janvier 2023 à Dynamite, ils perdent le match revanche face à ses mêmes adversaires dans un Esclera de la Muerte du dernier Best of Seven Series match, ne conservant pas leurs titres Trios de la AEW et mettant fin à un règne de 126 jours.

#### Retour en solo (2023-...)
Le 12 juillet à Dynamite, il fait son retour après 6 mois d'absence en tant que Heel, où il aide le Blackpool Combat Club à attaquer Kenny Omega, jusqu'à l'annonce de l'arrivée de Kōta Ibushi, ainsi que "Hangman" Adam Page et les Young Bucks les chassent du ring 
Le 19 juillet lors de Blood & Guts, il fait équipe avec le Blackpool Combat Club et Konosuke Takeshita, mais perd lui et son équipe face à The Golden Elite dans un Blood & Guts Match. Le 5 août, il souffre d'une nouvelle blessure de nature inconnue et doit s'absenter pendant 7 mois. 
Le 6 mars 2024 à Collision, il fait son retour de blessure après 7 mois d'absence en tant que Face, où il vole à la rescousse d'Eddie Kingston et Penta El Zero Miedo, tous deux attaqués par la nouvelle Elite (les Young Bucks et Kazuchika Okada).
Le 21 avril à Dynasty, il ne remporte pas le titre Continental de l'AEW, battu par le Japonais.

## Palmarès
- 3 Count Wrestle
  - 1 fois 3CW Heavyweight Champion
  - 1 fois 3CW North East Champion

- All Elite Wrestling
  - 1 fois AEW All-Atlantic Champion (premier)
  - 2 fois AEW World Trios Champion
    - 1 fois avec The Lucha Brothers (Rey Fénix et Penta El Ziero Miedo)
    - 1 fois avec le Blackpool Combat Club (Claudio Castagnoli et Wheeler Yuta) (actuel)

- American Wrestling Rampage
  - 1 fois AWR No Limits Champion

- Dragon Gate
  - 1 fois Open the Brave Gate Champion (Plus long règne)
  - 1 fois Open the Dream Gate Champion
  - 3 fois Open the Triangle Gate Champion avec Masato Yoshino et BxB Hulk (1), Naoki Tanizaki et Naruki Doi (1) et Masato Yoshino et Naruki Doi (1)
  - 1 fois Open the Twin Gate Champion avec Dragon Kid

- Dragon Gate USA
  - 1 fois Open The United Gate Champion avec Masato Yoshino

- Frontier Wrestling Alliance
  - 1 fois FWA Flyweight Champion

- Independent Wrestling Federation
  - 1 fois IWF Tag Team Champion avec Harry Pain

- One Pro Wrestling
  - 1 fois 1PW Openweight Champion

- Pro Wrestling Guerrilla
  - 1 fois PWG World Tag Team Champion avec Roderick Strong
  - Dynamite Duumvirate Tag Team Title Tournament (2007) avec Roderick Strong

- westside Xtreme wrestling
  - 2 fois wXw World Lightweight Champion

- World Wrestling Entertainment
  - 1 fois NXT Champion
  - 2 fois WWE Cruiserweight Champion
  - 2 fois NXT Tag Team Champion avec Oliver Grey (1) et Corey Graves (1)
  - NXT Tag Team Championship Tournament (2013) avec Oliver Grey
  - Slammy Award (2015) Breakout Star de l'année
  - 1 fois WWE rocket league tournament tag team champion (avec Sasha Banks) (titre non-officiel)

## Récompenses des magazines
- Power Slam
  - PS 50 : 2006/50

- Pro Wrestling Illustrated

| Année | 2007 | 2008 | 2009 | 2010 | 2011 | 2012 | 2013 | 2014 | 2015 | 2016 | 2017 | 2018 | 2019 | 2020 | 2021 | 2022 | 2023 | 2024 |
| ----- | ---- | ---- | ---- | ---- | ---- | ---- | ---- | ---- | ---- | ---- | ---- | ---- | ---- | ---- | ---- | ---- | ---- | ---- |
| Rang  | 183  | 200  | 137  | 183  | 188  | 89   | 112  | 39   | 15   | 66   | 11   | 154  | 66   | 39   | 33   | 56   | 90   | 112  |

- SoCal Uncensored
  - Match de l'année en 2006 contre El Generico, le 18 novembre, PWG
- Slammy Awards
  - La recrue de l'année (2015)

- Wrestling Observer Newsletter

| # | Résultat | Adversaire                                                    | Évènement         | Date          | Durée | Lieu                                 | Notes |
| - | -------- | ------------------------------------------------------------- | ----------------- | ------------- | ----- | ------------------------------------ | --- |
| 1 | Défaite  | The Young Bucks                                               | AEW Dynamite      | 14 avril 2021 | 23:22 | Daily's Place, Jacksonville, Floride | Il s'agit d'un match par équipe pour les Championnats du monde par équipe de la AEW où il faisait équipe avec Rey Fénix.                                                                              |
| 2 | Défaite  | The United Empire (Kyle Fletcher, Mark Davis et Will Ospreay) | AEW Dynamite #151 | 24 août 2022  | 25:22 | Wolstein Center, Cleveland, Ohio     | Il s'agit d'un match par équipe de six comptant dans le tournoi pour déterminer les premiers AEW World Trios Champions. Il faisait équipe avec The Lucha Brothers (Penta El Zero Miedo et Rey Fénix). |